# Le Pays des Grottes Sacrées
Le Pays des Grottes sacrées (The Land of Painted Caves, en version originale) est le sixième et dernier tome de la saga Les Enfants de la Terre de l'auteure américaine Jean M. Auel. Il est paru en 2011.